# Sence in megla
Sence in megla (angleško Shadows and Fog) je ameriški črno-beli komični film iz leta 1991, ki ga je režiral in zanj napisal scenarij Woody Allen. Temelji na njegovi avtorski enodejanki Smrt iz leta 1975. Ob Allenu v glavnih vlogah nastopajo še Mia Farrow, John Malkovich, John Cusack, Madonna in Kenneth Mars. Snemali so na 2400 m² veliki kulisi v Kaufman Astoria Studios, kar je največja kulisa sploh v New Yorku. To je bil zadnji Allen film za Orion Pictures.
Film je poklon nemških ekspresionističnim filmskim režiserjem Fritzu Langu, G. W. Pabstu in F. W. Murnauju glede vizualne oblike filma in pisatelji Franzu Kafki glede teme. Ocene kritikov so bile mlačne. Na strani Rotten Tomatoes je prejel oceno 50%.

## Vloge
- Woody Allen kot Kleinman
- Kathy Bates kot prostitutka
- Philip Bosco kot g. Paulsen
- Charles Cragin kot Spiro
- John Cusack kot študent Jack
- Mia Farrow kot Irmy
- Jodie Foster kot Dorrie
- Fred Gwynne kot Hackerjev pomočnik
- Robert Joy kot Spirojev pomočnik
- Julie Kavner kot Alma
- William H. Macy kot policist
- Madonna kot Marie
- John Malkovich kot klovn Paul
- Kenneth Mars kot čarovnik
- Kate Nelligan kot Eve
- Donald Pleasence kot zdravnik
- James Rebhorn kot maščevalec
- John C. Reilly kot policist
- Wallace Shawn kot Simon Carr
- Kurtwood Smith kot Voglov pomočnik
- Josef Sommer kot duhovnik
- David Ogden Stiers kot Hacker
- Lily Tomlin kot Jenny
- Daniel von Bargen kot maščevalec
- Michael Kirby kot morilec